# キング・ダイアモンド
キング・ダイアモンド（King Diamond、本名 Kim Bendix Petersen、1956年6月14日- ）は、デンマーク出身のロックミュージシャン、ヴォーカリスト。
裏声を駆使したハイ・トーン・ヴォーカルと、シアトリカルなパフォーマンスを駆使し、冠名のヘヴィ・メタルバンド「キング・ダイアモンド」を率いて活動している。
母国語デンマーク語、ネイティブレベルの英語(メディア取材に応じてブリティッシュイングリッシュとアメリカンを使い分ける)の他に、3、4か国語のヨーロッパ言語を話すマルチリンガル。
（※本項目では、人物としてのキング・ダイアモンドと、バンドとしてのキング・ダイアモンドの両方について記述する）

## 略歴

### 黎明期〜マーシフル・フェイト時代（1974年 - 1985年）
首都コペンハーゲン郊外のヴィズオウアで生まれたキングは、ブラック・ローズというハード・ロック・バンドで活動。そしてハンク・シャーマン（ギター）、マイケル・デナー（ギター）、ティミ・ハンセン（ベース）と出会い、1980年に「マーシフル・フェイト」を結成。1985年に解散するまでに、自主制作のミニ・アルバム1枚と、『ロードランナー・レコード』からのフル・アルバム2枚を発表する（詳細はマーシフル・フェイトの項目参照）。

### キング・ダイアモンド開始（1985年 - 現在）

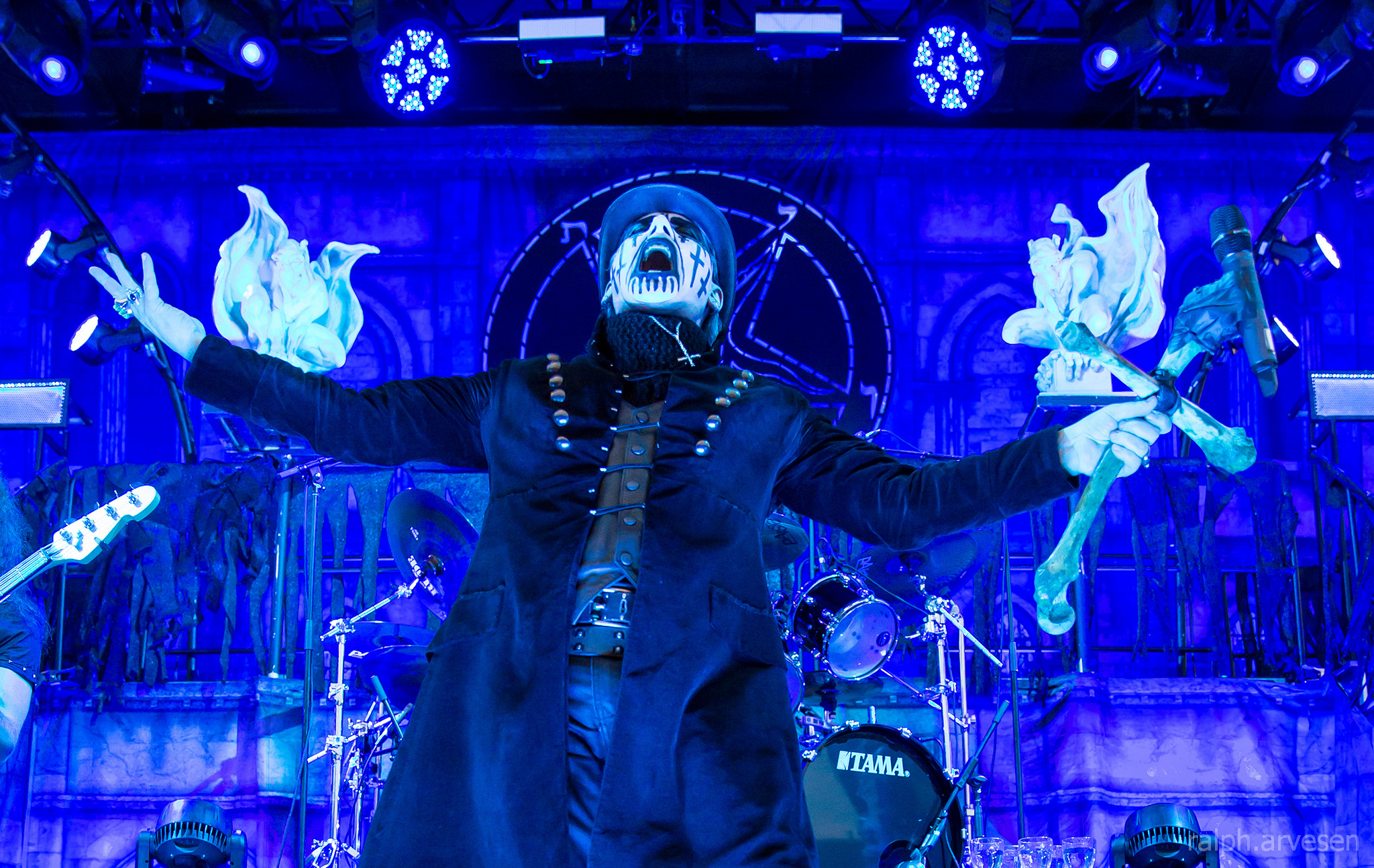
USA・サンアントニオ公演 (2015年7月)

キングは、マーシフル・フェイト時代の盟友のマイケルとティミに、アンディ・ラ・ロック（ギター）とミッキー・ディー（ドラム）を加えた布陣で「キング・ダイアモンド」を結成。引き続き『ロードランナー・レコード』に在籍する。企画物のシングル「ノー・プレゼンツ・フォー・ザ・クリスマス」（1985年）を経て、アルバム『フェイタル・ポートレイト』（1986年）で本格的にデビュー。続く『アビゲイル』（1987年）は、アメリカのBillboard 200にチャート・インする成功を収めた。しかし、マイケルとティミが脱退し、以後、メンバーは流動的になる。4作目『コンスピラシー』（1989年）の発表と前後して、ミッキー・ディーも脱退した（ミッキーはその後、ドン・ドッケンを経てモーターヘッドに加入）。それでも、後任ドラマーにスノーウィ・ショウを迎え、『ジ・アイ』（1990年）を発表するが、バンドは活動休止に追い込まれた。

### マーシフル・フェイト再結成とキング・ダイアモンド再始動〜以降（1992年 - 現在）
キングは1992年、マーシフル・フェイト再結成に加わり、『メタル・ブレイド』に移籍。その後、キング・ダイアモンドの方も活動を再開させる。相棒アンディ・ラ・ロックに加え、新たにハーブ・シモンセン（ギター）、クリス・エステス（ベース）、ダーリン・アンソニー（ドラム）を迎えて、復活作『ザ・スパイダーズ・ララバイ』（1995年）発表。それからキング・ダイアモンドも再始動を果たし、掛け持ちで活動する。
1999年にマーシフル・フェイトが再び解散してからは、キング・ダイアモンドに専念。傑作『アビゲイル』の続編に当たる『アビゲイルII：ザ・リベンジ』（2002年）以降は、キングとアンディの2人に、マイク・ウェッド（ギター、元ミメント・モーライ～マーシフル・フェイト）、マット・トンプソン（ドラム）、1987年から1989年に在籍していたハル・パティーノ（ベース）というラインナップで活動している。
また、キングは、デイヴ・グロールのプロジェクト・アルバム『プロボット』にもゲスト参加。2005年には、『ロードランナー・レコード』25周年を記念したプロジェクト、ロードランナー・ユナイテッドのアルバム『オールスター・セッションズ』にも参加している。2007年のアルバム『Give Me Your Soul...Please』収録曲「Never Ending Hill」は、第50回グラミー賞で最優秀メタル・パフォーマンス賞にノミネートされた。
2010年11月29日に心臓発作で救急搬送され、同年に心臓3枝バイパス手術を受けた。
2013年、LOUD PARKでキャリアを通して初来日の予定であったが、機材の遅れに伴い運営側から直前に出演をキャンセルされた事を公式サイトで公表した。

## キングの歌唱スタイル

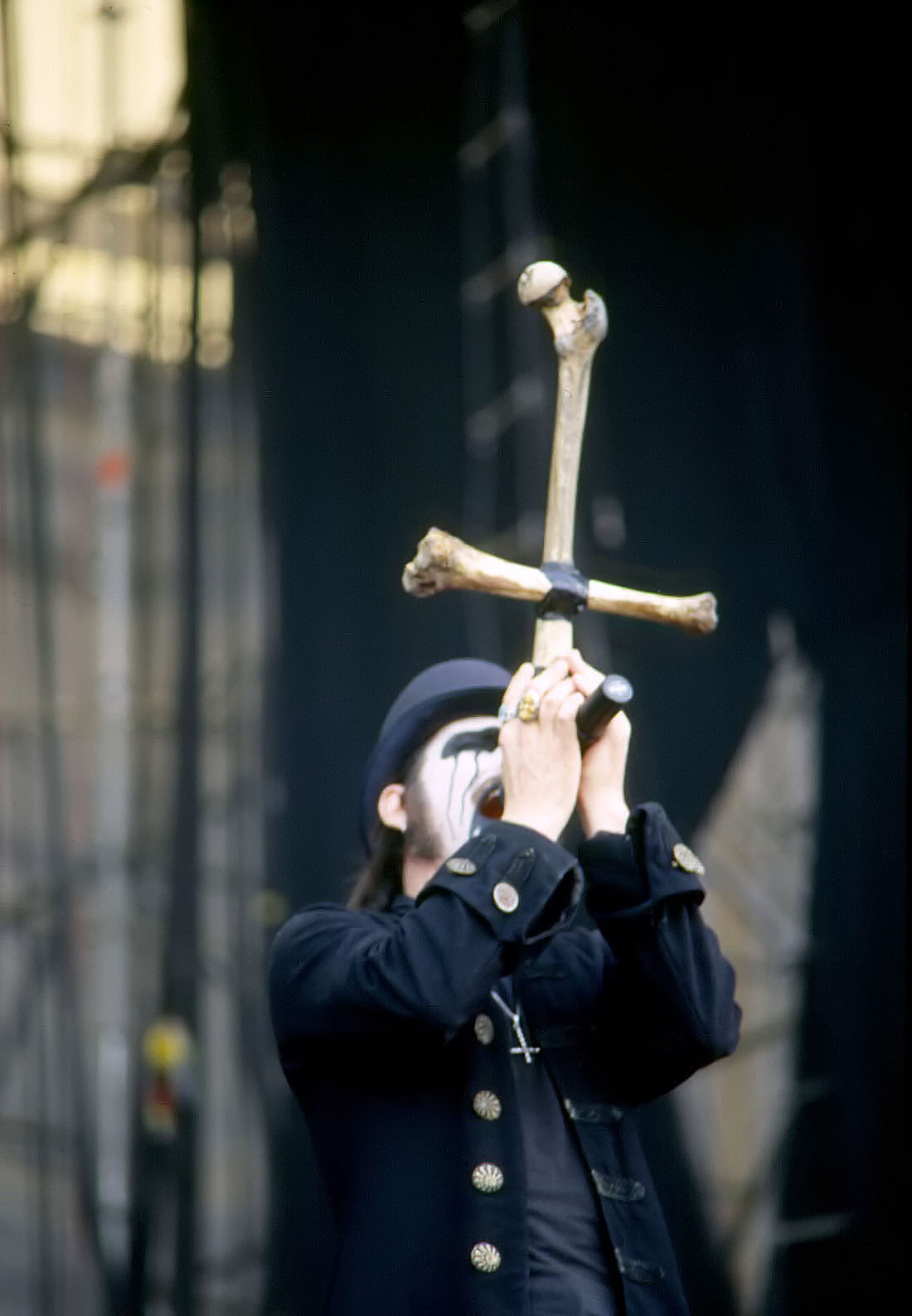
イタリア・ミラノ公演 (2006年12月)

キングは、全く独特の歌い方でカルト的な人気を得た。不気味に蠢く低音～中音域と、裏声を駆使した高音の極端なコントラストが、楽曲にドラマを与えている。クレイドル・オブ・フィルスのヴォーカリスト、ダニ・フィルスを筆頭に、白黒のメイクも合わせて後のメロディック・デス・メタルやブラック・メタルに大きな影響を与えた。

## マーシフル・フェイトとキング・ダイアモンドの違い
両方とも、特異な個性の持ち主であるキングがヴォーカルを務め、不気味さと美しさを融合したヘヴィ・メタルを創造している。また、キング以外にも、両方に籍を置いたことのあるメンバーは多い。しかし、マーシフル・フェイトはハンク・シャーマンとの双頭バンドであり、ハンクの作曲能力も大きな鍵となっていた。それに対し、キング・ダイアモンドにはアンディ・ラ・ロックという名参謀もいるが、基本的にはキングのコンセプトを具現化するバンドと言っていい。
また、マーシフル・フェイトが楽曲単位でドラマを演出するのに対し、キング・ダイアモンドは、コンセプト・アルバムが多いのも特徴である。妻が悪魔の子を身籠もる『アビゲイル』、サイコ・ホラー的な『ザ・グレイヴヤード』、「イエス・キリストは実は生きていた」という奇想天外な発想を基にした『ハウス・オブ・ゴッド』等、多彩な恐怖物語を綴っている。

## キング・ダイアモンド・バンド
キング・ダイアモンドが主宰を務める冠名義のヘヴィ・メタルバンド。ギタリストのアンディ・ラ・ロックと共に、1985年から活動。

### 現ラインナップ
- キング・ダイアモンド (King Diamond) - ボーカル/キーボード (1985- )
- アンディ・ラ・ロック (Andy LaRocque) - ギター/キーボード (1985- )
- マイク・ウェッド (Mike Wead) - ギター (1991-1993, 2000- )
- ポンタス・エグバーグ (Pontus Egberg) - ベース (2014- )
- マット・トンプソン (Matt Thompson) - ドラムス (2000- )

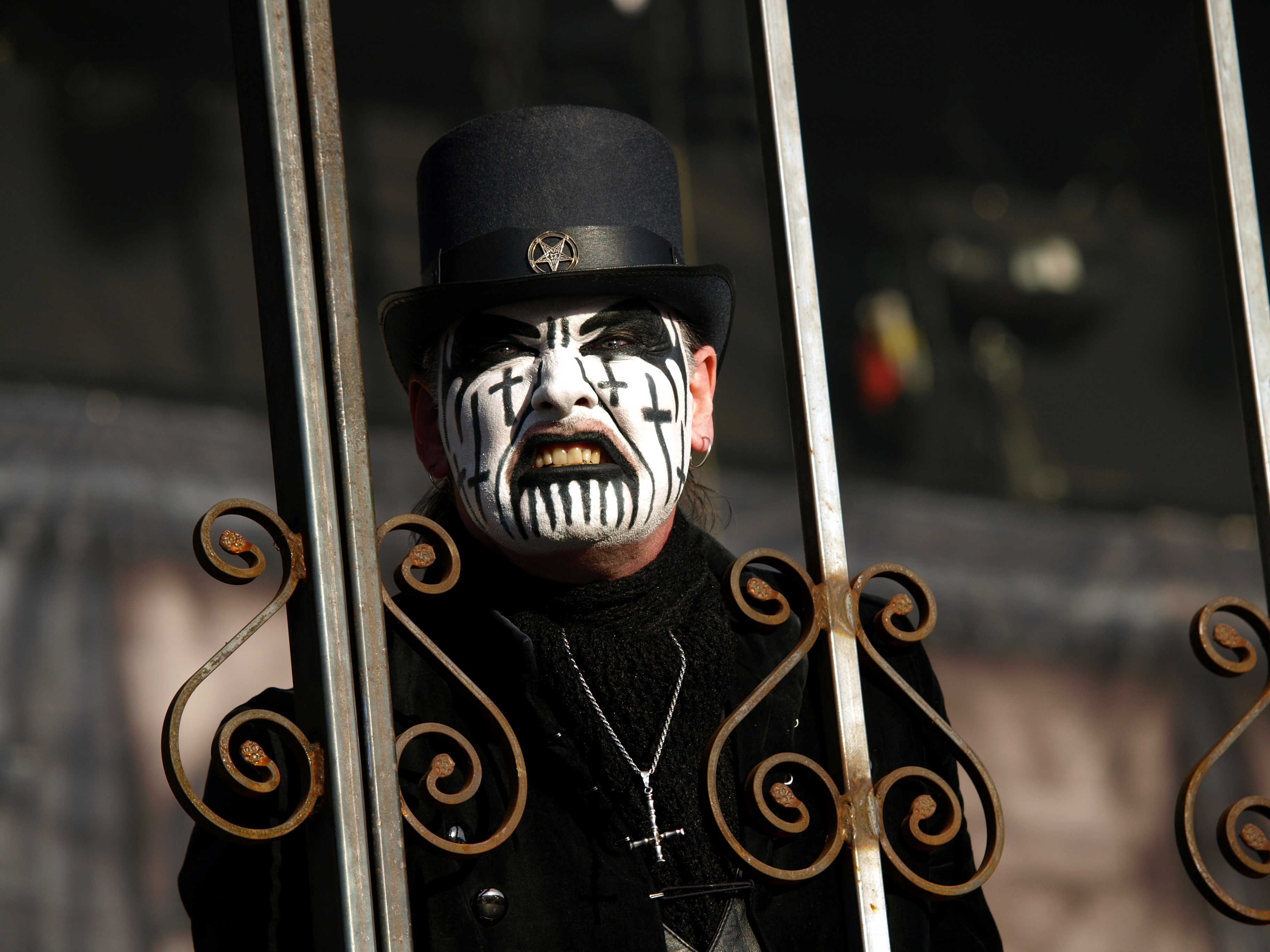
キング・ダイアモンド(Vo) 2013年
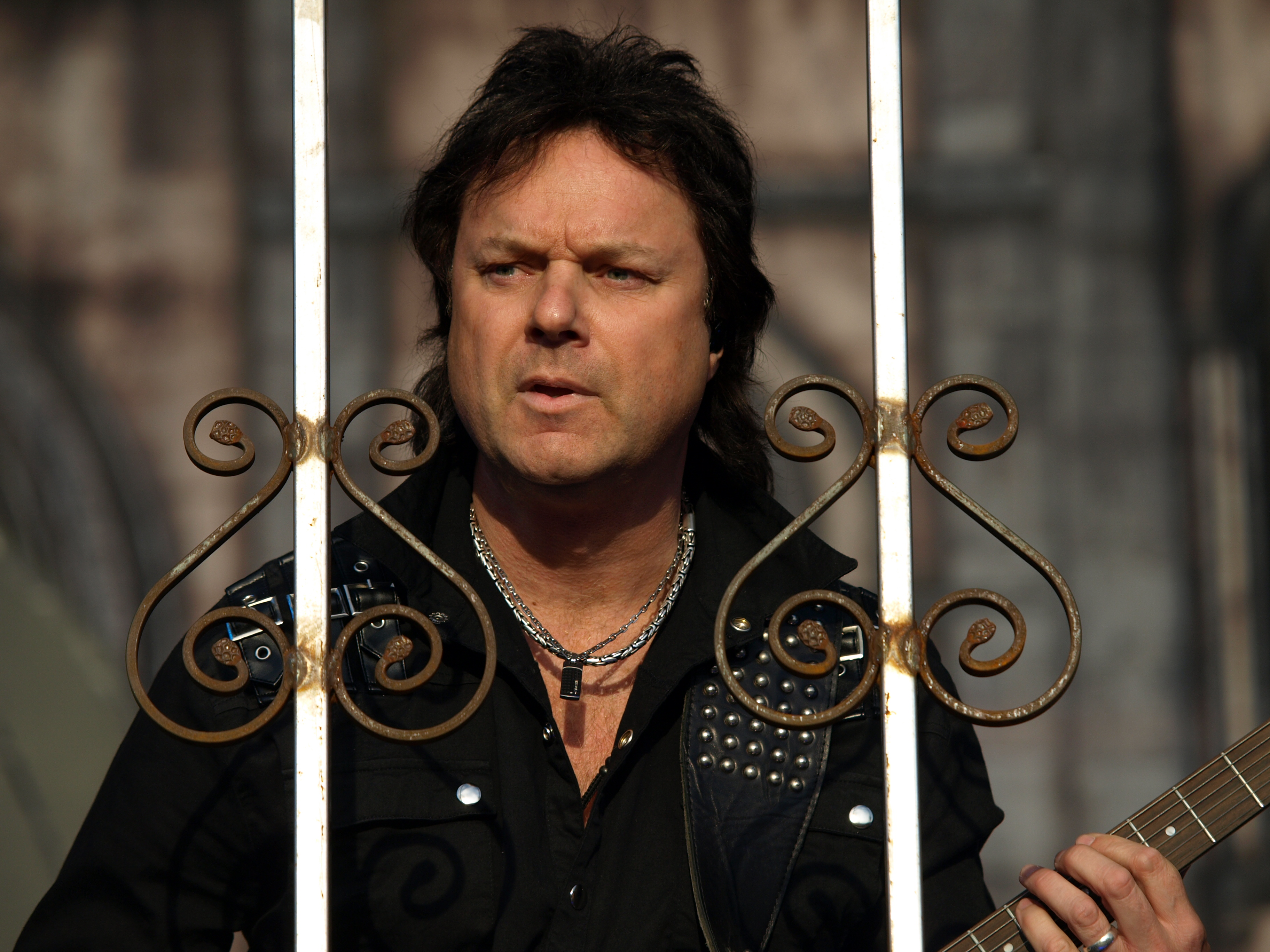
アンディ・ラ・ロック(G) 2013年
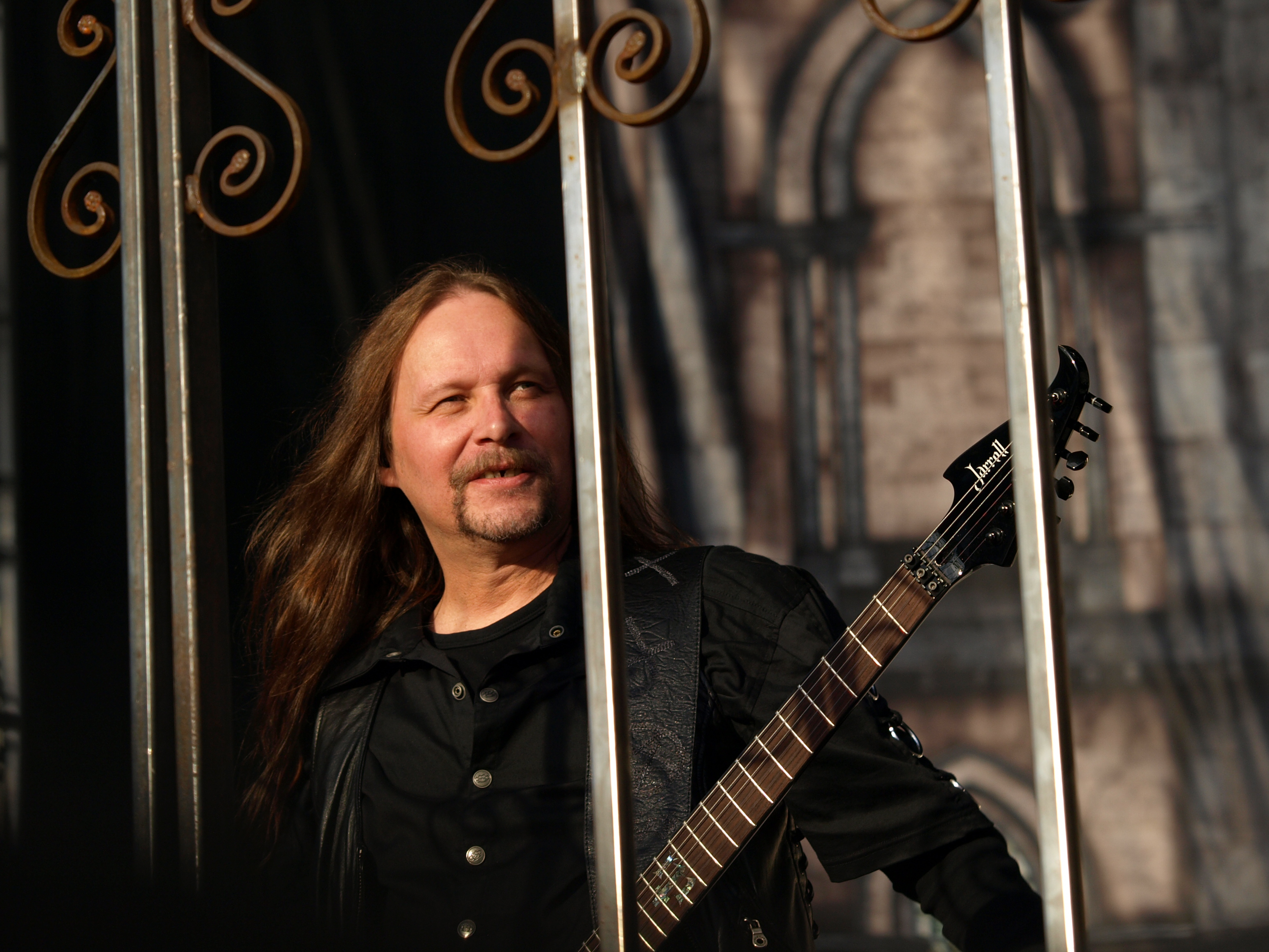
マイク・ウェッド(G) 2013年
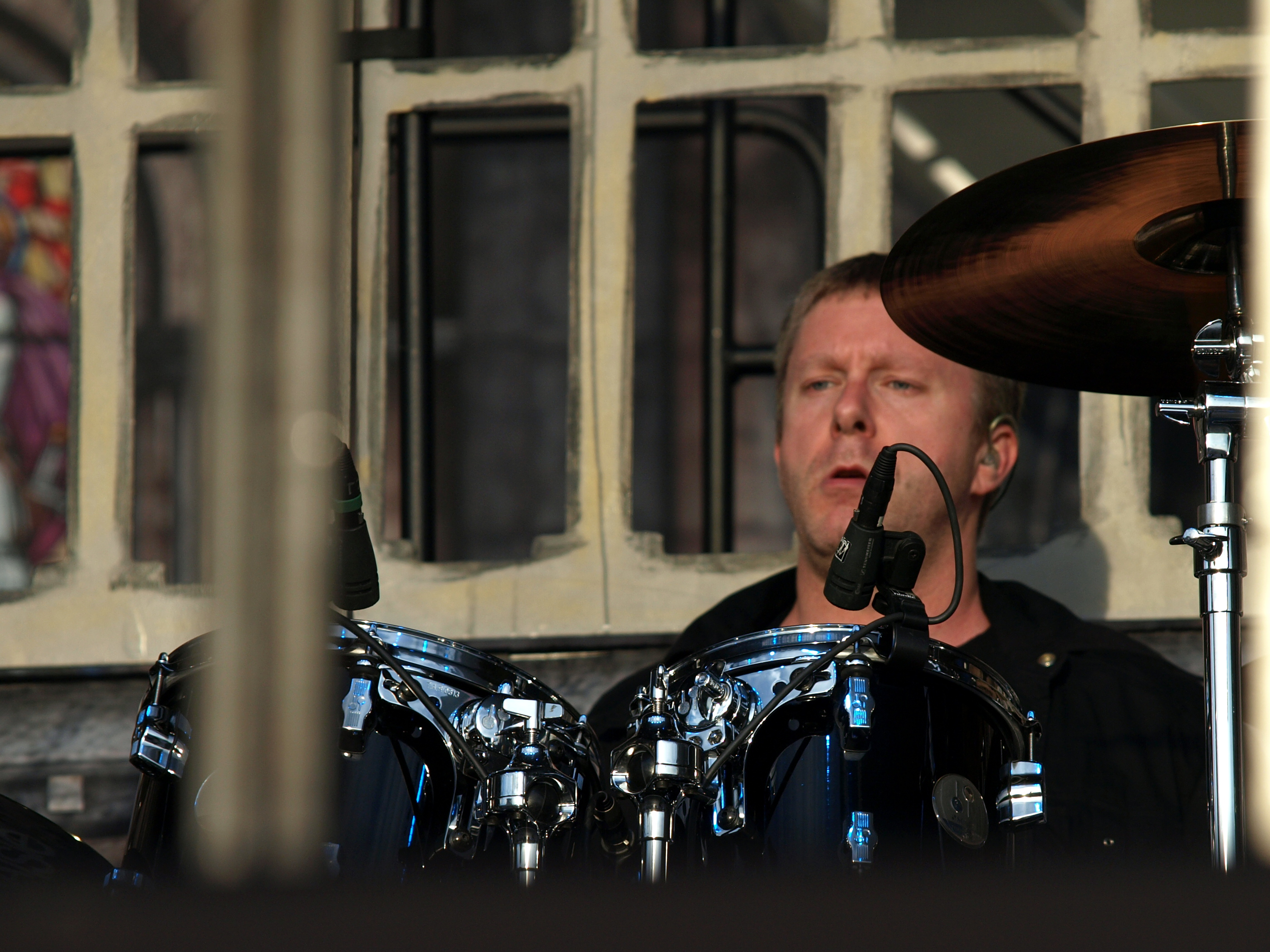
マット・トンプソン(Ds) 2013年

### 旧メンバー
- フロイド・コンスタンチン Floyd Konstantin - ギター (1985)
- マイケル・デナー Michael Denner - ギター (1985-1987)
- ティミ・ハンセン Timi Hansen - ベース (1985-1988)
- ミッキー・ディー Mikkey Dee – drums (1985-1988)
- マイク・ムーン Mike Moon - ギター (1987)
- ハル・パティーノ Hal Patino - ベース (1988-1990, 2001-2014)
- ピート・ブラック Pete Blakk - ギター (1988-1990)
- スノーウィー・ショウ Snowy Shaw - ドラムス (1989-1992)
- シャーリー・ダンジェロ Sharlee D'Angelo - ベース (1991-1993)
- クリス・エステス Chris Estes - ベース (1994-1999)
- ハーブ・シモンセン Herb Simonsen - ギター (1994-1998)
- ダーリン・アンソニー Darrin Anthony - ドラムス (1994-1996)
- ジョン・ルーク・ヘバート John Luke Hebert - ドラムス (1996-2000)
- グレン・ドローヴァー Glen Drover - ギター (1998-2000)
- ポール・デヴィッド・ハーバー Paul David Harbour - ベース (2000)

## ディスコグラフィ

### マーシフル・フェイト
マーシフル・フェイトの項目参照

### キング・ダイアモンド

#### スタジオ・アルバム
- 『フェイタル・ポートレイト』 - Fatal Portrait（1986年）
- 『アビゲイル』 - Abigail（1987年）
- 『ゼム』 - Them（1988年）
- 『コンスピラシー』 - Conspiracy（1989年）
- 『ジ・アイ』 - The Eye（1990年）
- 『スパイダーズ・ララバイ』 - The Spider's Lullabye（1995年）
- 『グレイヴヤード』 - The Graveyard（1996年）
- 『ヴードゥー』Voodoo（1998年）
- 『ハウス・オブ・ゴッド』 - House of God（2000年）
- 『アビゲイルII:ザ・リヴェンジ』 - AbigailII: The Revenge（2002年）
- The Puppet Master（2003年）
- Give Me Your Soul...Please（2007年）

#### ライブ・アルバム
- 『イン・コンサート1987—アビゲイル—』 - In Concert 1987: Abigail（1991年）※1987年録音
- 『デッドリー・ララバイズ・ライヴ』 - Deadly Lullabyes "Live"（2004年）
- 『ソングス・フォー・ザ・デッド・ライヴ』 - Songs for the Dead Live（2019年）

#### コンピレーション・アルバム
- 『ア・デンジャラス・ミーティング〜ザ・ベスト・オヴ・キング・ダイアモンド』 - A Dangerous Meeting（1992年）※マーシフル・フェイト名義の楽曲も収録。
- The Best of King Diamond（2003年）